# Pomnik Lira
Pomnik Lira (wł. Monumento della Lira) – pomnik ku czci byłej włoskiej waluty obowiązującej w latach 1861 – 2002. Włochy są jednym z państw strefy euro, które tym sposobem upamiętniło swój narodowy pieniądz. Znajduje się w miejscowości Rieti. Przedstawia kobietę trzymającą oburącz monetę o nominale 1 lir. Na awersie jest róg obfitości.  Wysokość pomnika 330 cm, waga 1200 kilogramów. Na  uroczystym odsłonięciu wstęgę przecięła Sophia Loren. Miało to miejsce 1 marca 2003 roku. W ceremonii uczestniczył także wicepremier Gianfranco Fini. Zapewnia się, że jako surowiec posłużyły przetopione monety o nominale 200 lirów w liczbie ponad dwóch milionów sztuk. 200 lirów to w przybliżeniu 10 eurocentów. Zatem, suma siły nabywczej tych monet wynosiła minimum 206.582,75 euro, czyli 400.000.000 lirów (1 € = 1936,27 lira).